# Гадиш
Гадиш (на сръбски: Гадиш; на албански: Gadishi) е село в Косово, разположено в община Гниляне, окръг Гниляне. Населението му според преброяването през 2011 г. е 331 души, от тях: 329 (99,39 %) албанци и 2 (0,60 %) не се самоопределили.

## Население
Численост на населението според преброяванията през годините:
- 1948 – 324 души
- 1953 – 341 души
- 1961 – 387 души
- 1971 – 471 души
- 1981 – 447 души
- 1991 – 562 души
- 2011 – 331 души